# Arthur’s Cross

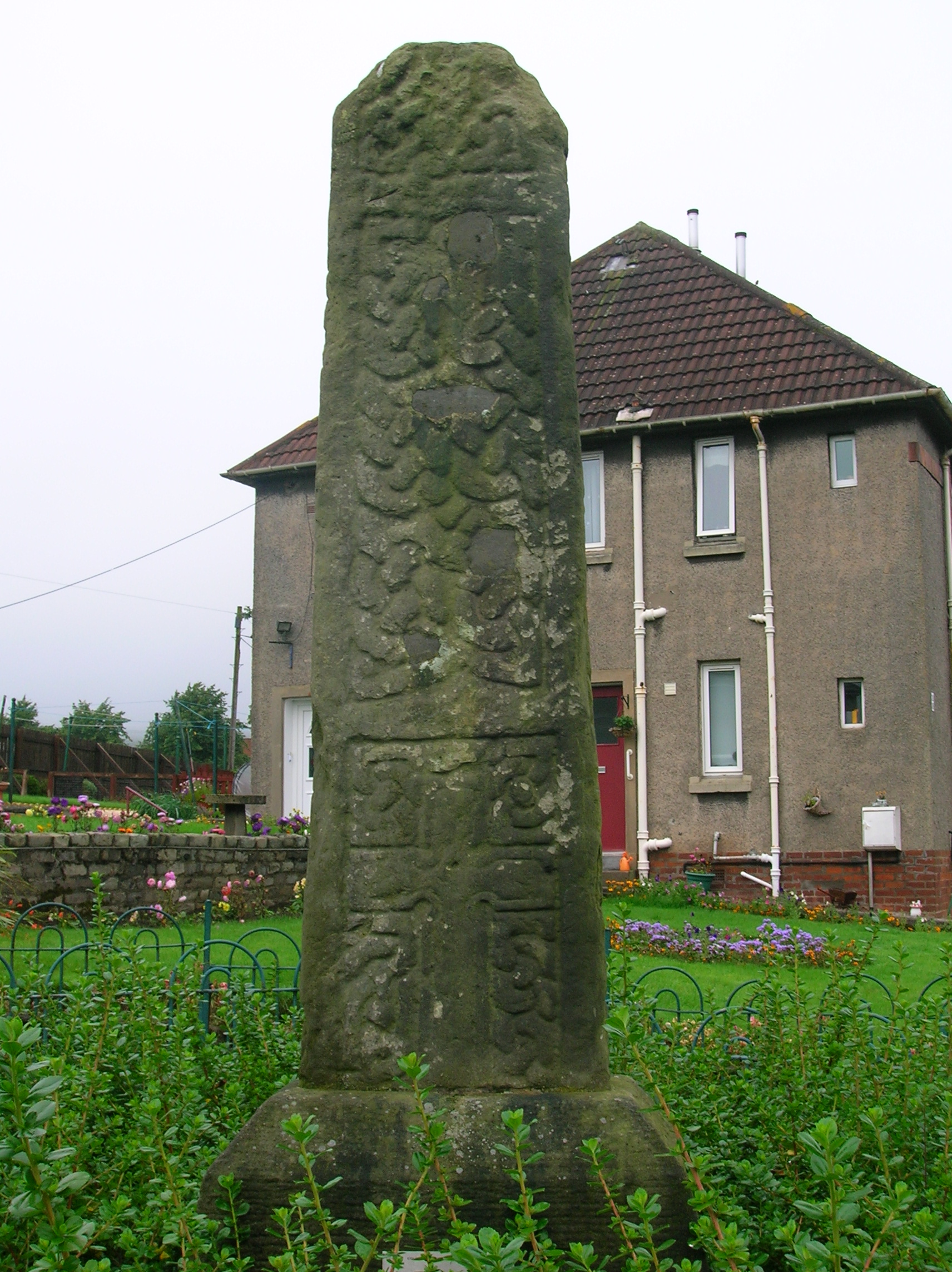
Arthur’s Cross am heutigen Standort

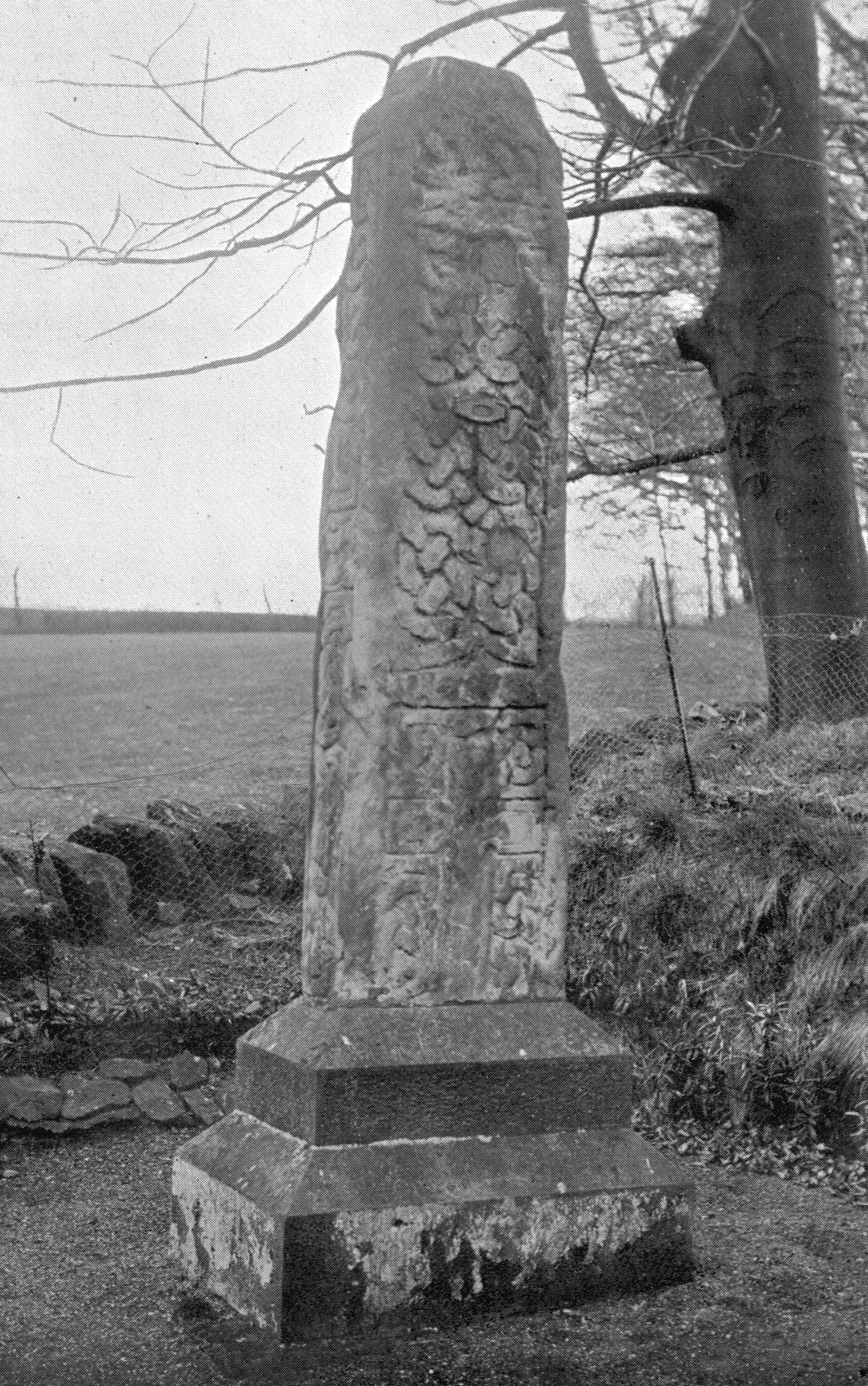
Arthur’s Cross nahe Arthurlie House im Jahre 1910

Arthur’s Cross, auch Arthurlie Cross oder Arthurlee Cross, ist ein steinernes Keltenkreuz in der schottischen Stadt Barrhead in East Renfrewshire. Es steht an einer Straßenkreuzung in einem Wohngebiet im Stadtteil Arthurlie. Seit 1974 ist das Kreuz, von dem nur der Schaft erhalten ist, als Scheduled Monument klassifiziert.

## Geschichte
Wann das Kreuz gefertigt wurde, ist nicht überliefert. Arthur’s Cross ähnelt in seiner Machart den bedeutenden Kreuzen in der Govan Old Parish Church in Glasgow (siehe Skulpturensteine von Govan), welche im frühmittelalterlichen Königreich Strathclyde entstanden sind, das Teile der heutigen Grafschaften Dunbartonshire, Renfrewshire und Lanarkshire umfasste.  Man geht folglich von einer Herstellung im 11., frühestens im 10. Jahrhundert, aus. Es ist bekannt, dass es sich bei dem derzeitigen Standort nicht um den ursprünglichen handelt, da alleine zwei Bewegungen bekannt sind. Aus dem Jahre 1795 ist bekannt, dass der Kreuzschaft als Brücke über einen kleinen Bach zwischen Feldern gedient hat. Um 1870 wurde er dann auf den Ländereien der Villa Arthurlie House aufgestellt. Erst um 1942 wurde Arthur’s Cross von dort an seinen jetzigen Standort verbracht und erhielt einen sandsteinernen Unterbau. Sein vermuteter ursprünglicher Standort liegt auf einer Anhöhe am Tal des Levern, durch das eine bedeutende Straße nach Irvine führte. Arthur’s Cross könnte ein prominentes Objekt entlang der Straße, vielleicht gar eine Landmarke dargestellt haben. Es zählt zu den am wenigsten wissenschaftlich untersuchten frühchristlichen Denkmälern der Region.

## Beschreibung
Das aus Sandstein gefertigte Arthur’s Cross ist heute noch bis zu einer Höhe von 2,20 m erhalten, wobei der Kopf abgebrochen ist. Es ist rund 50 cm breit und 20 cm tief. Alle vier Seitenflächen sind mit Dekorationen verziert. Sie zeigen im Wesentlichen Geflechtmuster und Kreuzsymbole, aber auch zwei hundeartige Lebewesen auf einer der Seitenflächen. An der rückwärtigen Fläche sind sie stark abgerieben, da diese Seite die Oberfläche der Brücke bildete. Da die Ornamente nur wenig erhaben sind, geht man davon aus, dass das Kreuz einst farbig bemalt war.